# Tibetacris changtunensis
Tibetacris changtunensis är en insektsart som beskrevs av Chen, Yonglin 1964. Tibetacris changtunensis ingår i släktet Tibetacris och familjen gräshoppor. Inga underarter finns listade i Catalogue of Life.